# Paul Anossov
Pour les articles homonymes, voir Anossov.

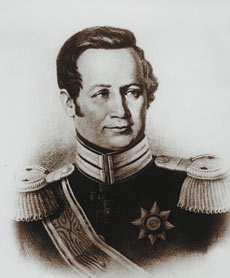
L'ingénieur Paul P. Anossov (1851)

Paul Petrovitch Anossov (Па́вел Петро́вич Ано́сов); né 10 juillet 1796 a.s. à Tver; † 25 mai 1851 a.s. à Omsk) est un ingénieur des mines russe,. Ses recherches sur les alliages ont permis l'essor des aciers spéciaux.

## Biographie

### Sa carrière
Anossov, fils d'un employé décédé prématurément en 1809, fut élevé avec ses trois frères et sœurs par son grand-père maternel Lev Fedorovitch Sabakine (mécanicien sur les ouvrages de la Kama à Ijevsk et Votkinsk). Comme son frère Pierre, décédé lui aussi prématurément, il entra en 1810 à l'École des mines de Saint-Pétersbourg, où il se distingua par son zèle en mathématique.
Il acheva ses études en 1817 avec un brevet de sous-lieutenant dans le corps des Mines, et fut d'abord stagiaire dans les manufactures impériales de Zlatooust tout en continuant de s'occuper de ses deux sœurs cadettes. En 1819, il était responsable du département Orfèvrerie de la manufacture d'armes locale, et fut promu successivement directeur-adjoint (1821), directeur commercial (1824) et finalement directeur (1831), cumulant cette fonction avec celle d'ingénieur en chef des mines (avec le grade de général). De 1847 à sa mort en 1851, il exerça les fonctions de directeur des mines de l'Altaï et de gouverneur civil de Tomsk.

### Ses recherches
Anossov accéda à la notoriété grâce à ses publications sur l'élaboration du minerai de fer et la redécouverte du procédé de corroyage. Ses travaux ouvraient la voie à l'élaboration d'aciers spéciaux. Il a réuni les résultats de ses expériences dans une monographie : Mémoire sur l’acier damassé, qui fut d'emblée traduite en français. Anossov, en 1831, fut le premier à recourir au microscope optique pour étudier la microstructure des aciers. Il a mené une étude systématique des différents alliages de l'acier, en particulier avec l'or, le platine, le manganèse, le chrome, l'aluminium et le titane ; il a ainsi établi que les propriétés de l'acier sont sensiblement modifiées par un faible alliage, et qu'il est possible de durcir ou de raidir ce matériau par des procédés d'alliage déterminés. Il mit au point un procédé d'extraction de l'or des sables aurifères par fusion des sables dans un haut fourneau. Il substitua au placage de mercure des lames de son usine une couche non-toxique par galvanisation. Les recherches d'Anossov seront poursuivies par P. Oboukhov, pour doter la Russie d'un centre de production national de fonte et fabriquer en série les tubes de canon dont l'armée impériale avait besoin.
En 1844, l'Académie de Kazan l'a élu membre correspondant, et en 1846 il fut élu membre d'honneur de l'Académie de Kharkov.

### Sa famille

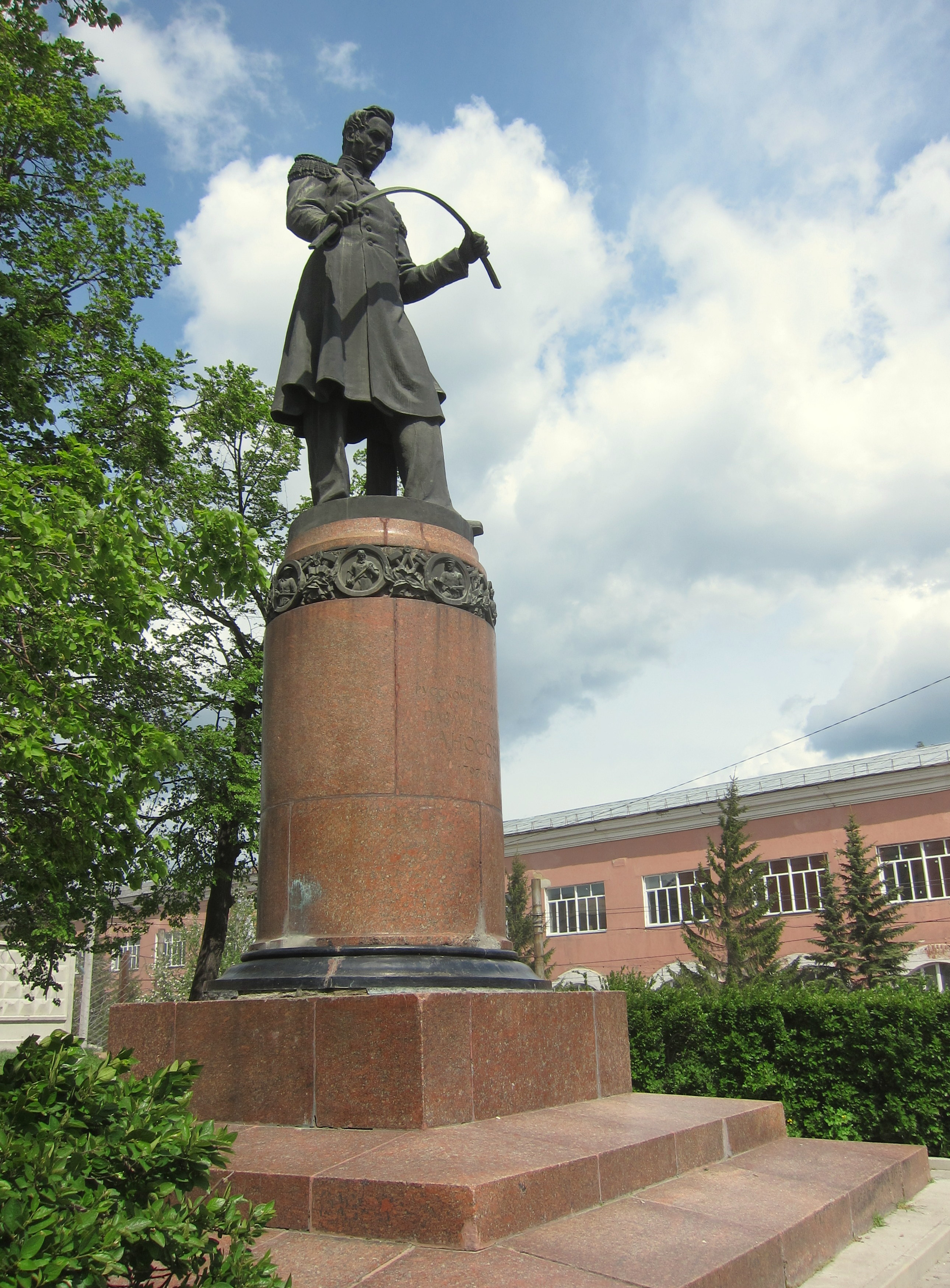
La statue d'Anossov (1954) à Zlatooust, dans l'Oural.

Anossov laissa à sa mort sa femme Anne, née Kononovna, avec la charge de neuf enfants, dont seule l'aînée avait terminé sa scolarité au couvent pétersbourgeois de Smolny. Malgré une situation financière précaire, sa veuve n'hésita pas à lancer une souscription pour lui édifier un monument funéraire à Omsk, versant tout ce qu'elle pouvait pour faire couler cette statue dans l'usine d'outillage d'Iekaterinbourg, travail qui fut assuré par les plus proches collaborateurs d'Anossov. Ingénieurs, contremaîtres de l'usine et amis de la famille contribuèrent aux frais de l'opération. Les autorités attribuèrent une pension à la veuve pour l'éducation de ses enfants.

## Postérité
Le conseil des ministres de l'URSS a voté en 1948 l'érection à Zlatooust d'une statue d'Anossov (photo ci-contre, 1954), et l'Institut Industriel de Zlatoust a été baptisé de son nom. L'Académie des sciences de Russie décerne tous les trois ans le Prix Anossov pour les meilleures recherches en métallurgie. Il y a des rues Anossov à Moscou, Zlatooust, Lipetsk, Tcheliabinsk, Marioupol et Omsk, ainsi qu'une gare de ce nom sur la ligne Zlatooust-Oufa. Les billets de 10 « francs de l'Oural », ayant eu cours dans l'oblast de Sverdlovsk après la dislocation de l'URSS, portaient l’effigie du célèbre métallurgiste. Il y a près de Chimanovsk un village du nom d'Anossovo. Le dramaturge C. V. Skvortsov lui a dédié l'une de ses pièces : Nous ne quittons pas la patrie. En 1962, les chantiers navals de Kherson ont mis à la mer un cargo : Métallurgiste Anosov en Mer Noire. Ce navire était chargé d'acheminer les missiles de Cuba, qui déclenchèrent la crise d'octobre 1962.

## Distinctions
- Ordre de Sainte-Anne de 3e classe (décerné en 1824 par le tsar Alexandre Ier en personne)
- Ordre de Saint-Stanislas de 2e classe
- Ordre de Sainte-Anne de 2e classe
- Ordre de Saint-Vladimir de 3e classe
- médaille d'or de la Sté Agricole de Moscou